# Lomas de San Juan, Oaxaca
Lomas de San Juan är en ort i Mexiko.   Den ligger i kommunen Cuilápam de Guerrero och delstaten Oaxaca, i den sydöstra delen av landet, 400 km sydost om huvudstaden Mexico City. Lomas de San Juan ligger 1 587 meter över havet och antalet invånare är 901.
Terrängen runt Lomas de San Juan är varierad. Runt Lomas de San Juan är det tätbefolkat, med 570 invånare per kvadratkilometer. Närmaste större samhälle är Oaxaca de Juárez, 8,1 km nordost om Lomas de San Juan. I omgivningarna runt Lomas de San Juan växer huvudsakligen savannskog.